# Jean Balladur
Pour les articles homonymes, voir Balladur (homonymie).
 (mai 2018).
Si vous disposez d'ouvrages ou d'articles de référence ou si vous connaissez des sites web de qualité traitant du thème abordé ici, merci de compléter l'article en donnant les références utiles à sa vérifiabilité et en les liant à la section « Notes et références ».
Jean Balladur, né le 11 mai 1924 à Izmir en Turquie et mort le 15 juin 2002 à Paris 15e, est un architecte français. Sa principale réalisation est la ville de La Grande-Motte, station balnéaire et port de plaisance, pendant les années 1960 et 1970.

## Biographie
Après des études de lettres et de philosophie, en khâgne, au lycée Condorcet, où il est l'élève de Jean-Paul Sartre, Jean Balladur se tourne vers l'architecture, qu'il étudie à l'École nationale des beaux-arts de Paris.
Sa principale réalisation est la ville de La Grande-Motte, station balnéaire et port de plaisance, pendant les années 1960 et 1970. Construite en une dizaine d'années, sur un terrain vierge, elle se caractérise par une grande homogénéité architecturale, dont les éléments les plus visibles sont les immeubles en forme de pyramides. Il a également été chargé de la coordination des travaux de l'aménagement de Port Camargue.
En 1999, il est élu membre de l’Académie des beaux-arts de l'Institut de France, dans la section d'architecture, au fauteuil d'André Remondet. En 2001, il est délégué de l'Académie à la séance publique annuelle des cinq académies et prononce un discours remarqué.

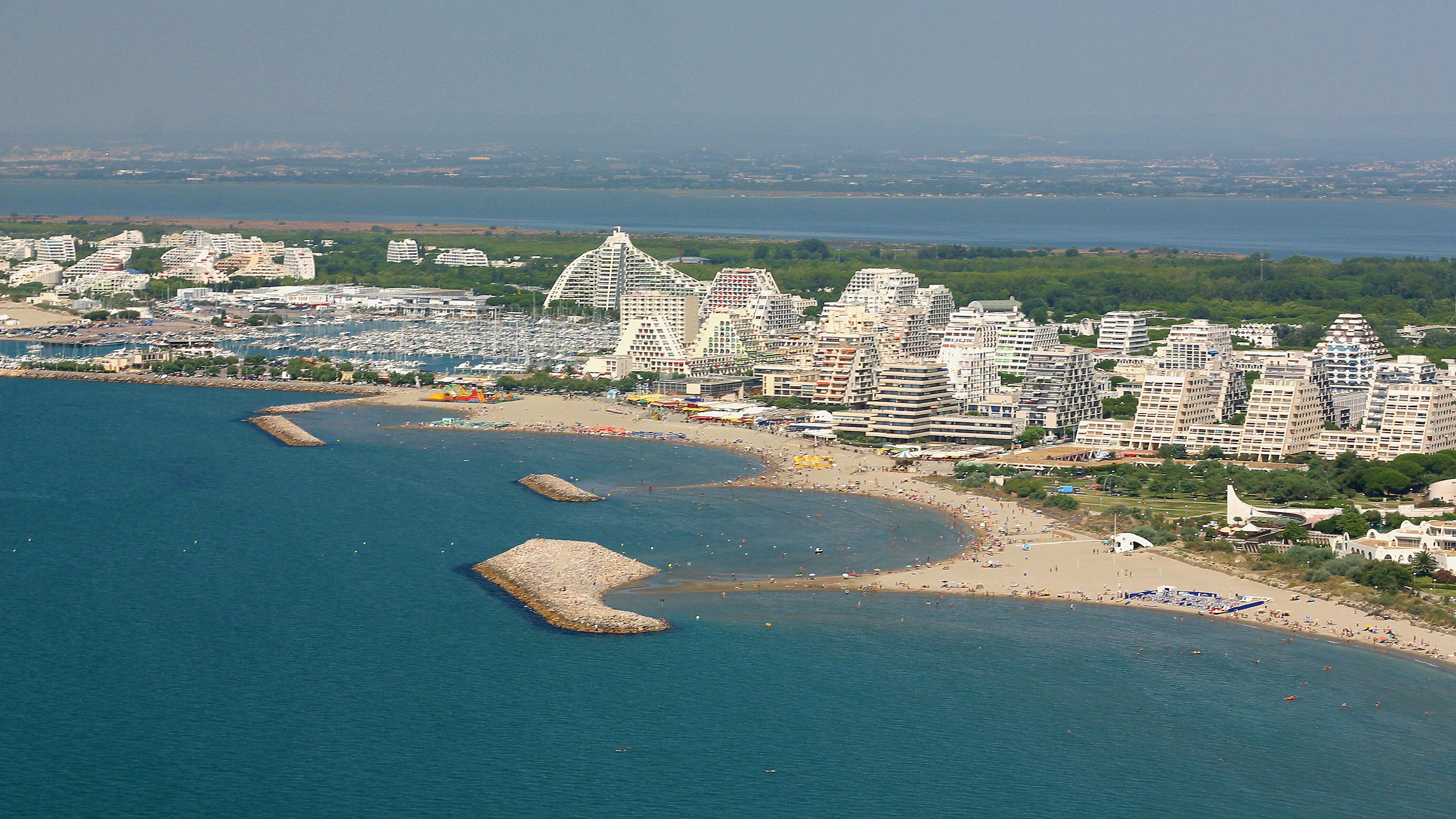
La station balnéaire de La Grande-Motte (1963-1989).
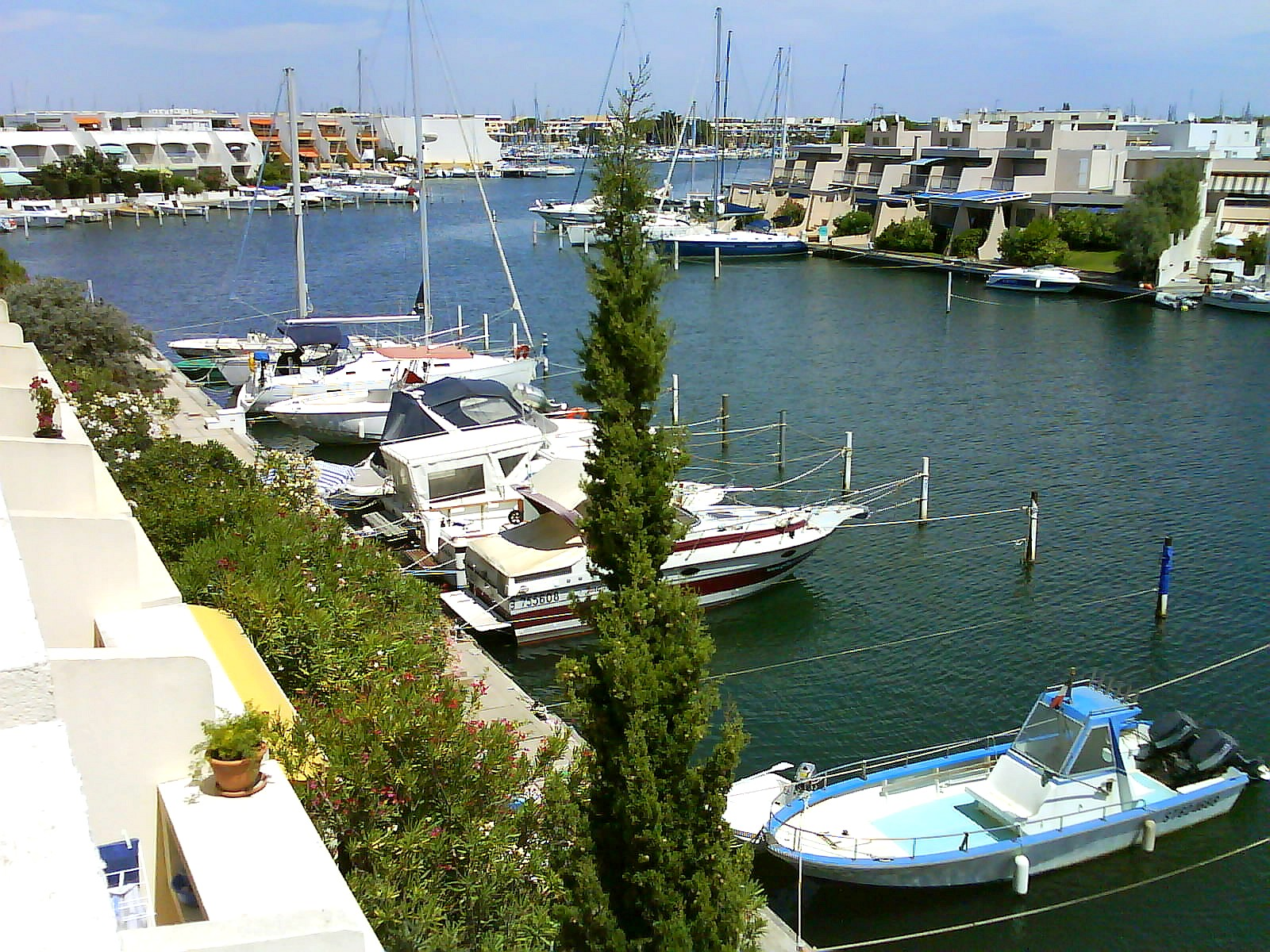
La marina de Port-Camargue (Le Grau-du-Roi) (1968-1983).
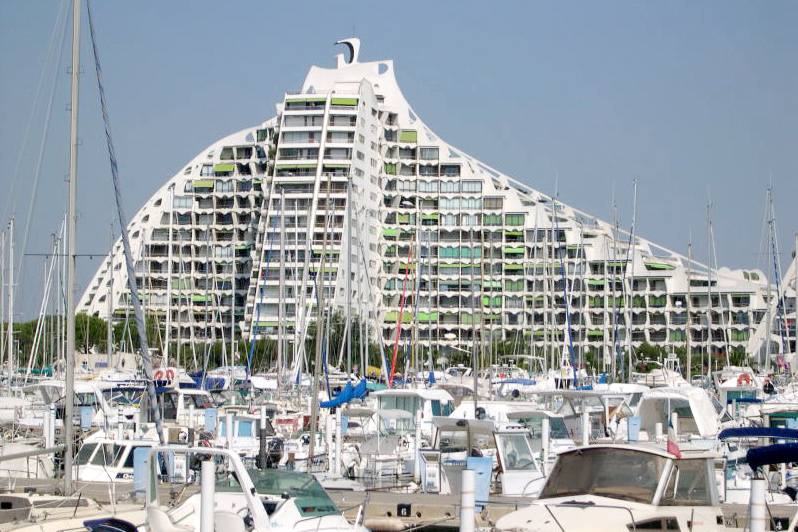
La grande pyramide de la Grande-Motte (1972-1974).
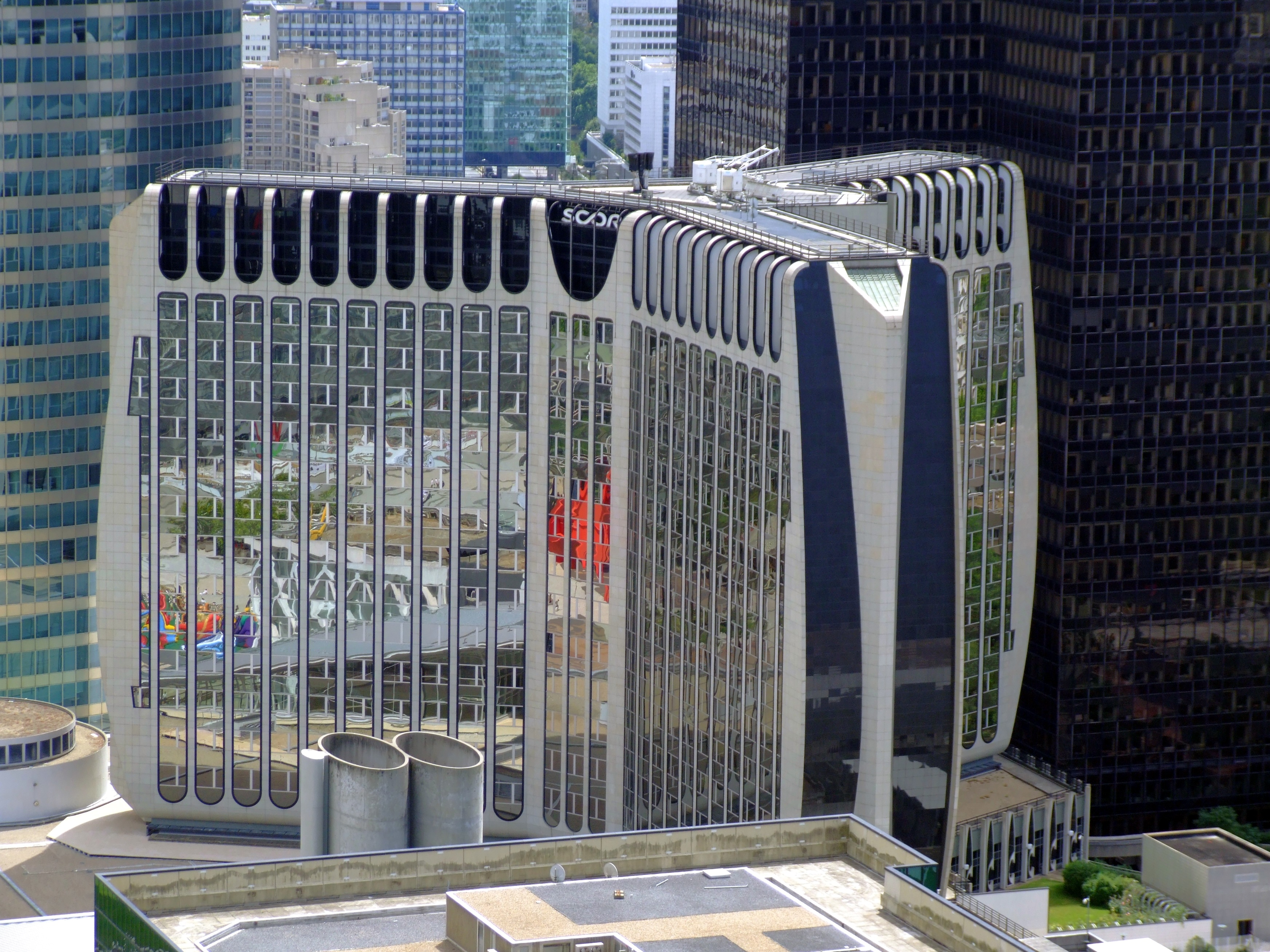
La Tour PB5 (Scor) de la Défense située à Puteaux (1980-1983).
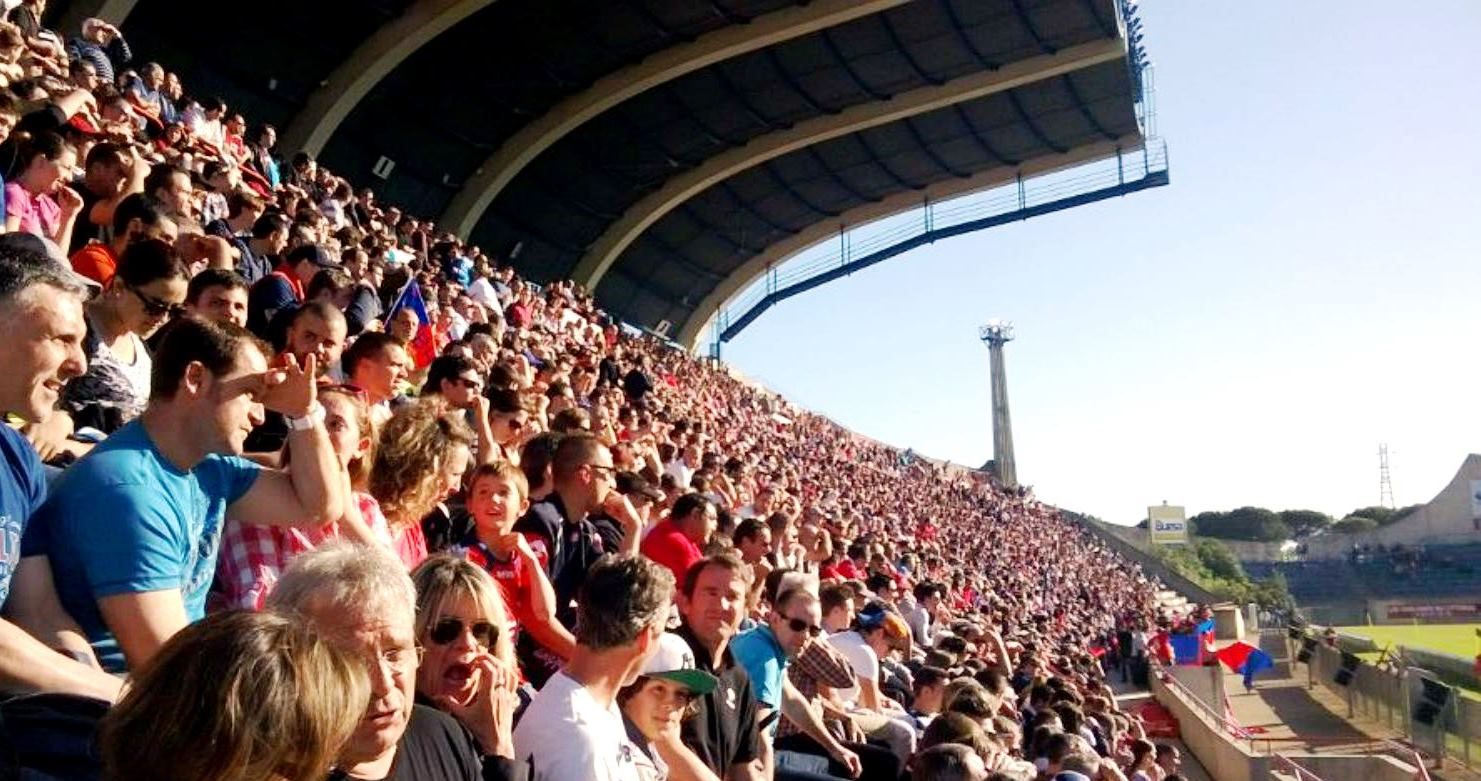
Le Stade de la Méditerranée situé à Béziers (1986-1990).

### Famille
Jean Balladur est le cousin d'Édouard Balladur, ancien Premier ministre.
Son épouse Simone est décédée en 2011 et son fils, Gilles, également architecte, en 2024. 

### Décorations
- Officier de la Légion d'honneur (1995)[6]
- Chevalier de l'ordre national du Mérite
- Commandeur de l'ordre des Palmes académiques
- Chevalier de l'ordre des Arts et des Lettres